# Els 11 de La Masia
Els 11 de La Masia és un partit de futbol històric jugat a l'Estadi Ciutat de València el 25 de novembre de 2012 en el qual el FC Barcelona va presentar al mateix temps onze jugadors nodrits a les seves pròpies instal·lacions de desenvolupament de talent de La Masia. L'equip es va enfrontar al Levante UD a la tretze jornada de la Lliga i va guanyar el partit per 0-4.
Entre els 11 jugadors criats a La Masia hi havia Víctor Valdés, Martín Montoya, Gerard Piqué, Carles Puyol, Jordi Alba, Sergio Busquets, Xavi, Cesc Fàbregas, Pedro Rodríguez, Lionel Messi i Cristian Tello.
El partit va suposar una fita en la història del FC Barcelona, ja que era la primera vegada que un equip presentava al mateix temps onze jugadors nodrits a les instal·lacions de desenvolupament del talent del club en un partit oficial. La Masia ha estat una part fonamental de la cultura futbolística del FC Barcelona i ha donat lloc a molts jugadors de primer nivell, com Lionel Messi, Xavi, Andrés Iniesta i Sergio Busquets.
L'onze de La Masia és un exemple de l'aposta del FC Barcelona per desenvolupar el talent jove i el seu estil de joc únic basat en el control i la possessió de la pilota. El partit ha estat recordat com un fet històric en la llarga tradició del club i com un homenatge als jugadors que s'han criat a La Masia.

### Antecedents
El FC Barcelona és un club de futbol amb seu a Barcelona, Catalunya, Espanya, fundat l'any 1899. El club és conegut per la seva història d'èxit i el seu estil de joc característic basat en el control de la pilota i les passades curtes. Un dels factors d'èxit del club és el seu juvenil La Masia, que ha format molts dels millors jugadors del món.
El 25 de novembre de 2012, el FC Barcelona es va traslladar a València per enfrontar-se al Levante UD en un partit de Lliga a la Lliga. Aquest va ser un partit important per al club, que ja s'havia consolidat com un dels millors clubs del món. Abans del partit, l'entrenador del FC Barcelona, Tito Vilanova, va decidir utilitzar una tàctica única amb un onze titular només de jugadors que s'havien entrenat i desenvolupat al planter de La Masia del club.
Aquesta va ser la primera vegada a la història del FC Barcelona que el club utilitzava aquestes tàctiques en un partit oficial. L'onze titular estava format pel porter Víctor Valdés, els defenses Martin Montoya, Gerard Piqué, Carles Puyol i Jordi Alba, els migcampistes Sergio Busquets, Xavi i Cesc Fàbregas, i els davanters Pedro Rodríguez, Lionel Messi i Cristian Tello.
El partit, que també es va anomenar "Los 11 de La Masia", es va convertir en un esdeveniment històric per al FC Barcelona i el seu planter. Això és una prova de l'èxit del club en el desenvolupament i la promoció del talent jove. La capacitat del club per cultivar el talent de les acadèmies juvenils és vital per al seu èxit i per mantenir la seva identitat com a club que juga un joc de futbol bonic i atractiu.

### Crònica
| Barcelona                                                                       | 4–0       | Levante |
| ------------------------------------------------------------------------------- | --------- | ------- |
| Cesc Fàbregas 26' · Lionel Messi 43' · Cristian Tello 55' · Sergio Busquets 58' | Laliga.es |         |

El 25 de novembre de 2012 el FC Barcelona va fer història en presentar, per primera vegada en la història del club, un complet onze titular de jugadors formats a la seva acadèmia, La Masia, en un partit oficial. El partit es va jugar al Camp Nou contra el Levante UD a la desena jornada de la lliga espanyola.
L'equip estava dirigit pel tècnic Tito Vilanova i estava format per Víctor Valdés a la porteria, els defenses Martin Montoya, Gerard Piqué, Carles Puyol i Jordi Alba. El migcamp estava format per Sergio Busquets, Xavi i Cesc Fàbregas mentre que el trio ofensiu estava format per Pedro Rodríguez, Lionel Messi i Cristian Tello.
Des del primer minut, el Barça va dominar el partit amb la possessió característica i el moviment constant, i el Levante UD va tenir poques ocasions per crear perill a la porteria de Valdé. Tot i que el Barça ha tingut problemes per trencar la defensa rival en els primers minuts, Messi ha tingut una bona oportunitat al minut 17 després d'una passada de Pedro, però el seu xut ha estat bloquejat pel porter del Llevant.
Finalment, el Barça ha aconseguit obrir el marcador al minut 26 amb un gol de Cesc Fàbregas, que ha aprofitat una passada de Messi per introduir la pilota a la porteria des de l'interior de l'àrea. Després, el Barça ha començat a dominar el partit i Messi ha augmentat l'avantatge al minut 43 després d'una passada de Xavi.
A la segona part, el Barça ha mantingut el control del partit i ha ampliat el seu avantatge en el recompte de gols amb dos gols més de Cristian Tello als minuts 55 i 58. El Levante UD ha intentat rebaixar les diferències, però el Barça ha mantingut la possessió i el control del partit fins al final, resultat en una victòria històrica per 4-0.

### Inici XI
FC Barcelona:
Porter: Víctor Valdés
Defensa: Martín Montoya, Gerard Piqué, Carles Puyol, Jordi Alba
Migcampista: Sergio Busquets, Xavi, Cesc Fàbregas
Davanters: Pedro Rodríguez, Lionel Messi i Cristian Tello.
Llevant UD:
Porter: Gustavo Munúa
Defensa: Pedro López, Sergio Ballesteros, David Navarro, Juanfran García
Migcampista: Iborra, Michel, Rubén García, Juanlu Gómez, Vicente Iborra
Davanter: José Javier Barkero

### Reacció i significat
Després del partit entre Els 11 de La Masia i el Levante UD del 25 de novembre de 2012, la premsa va elogiar el rendiment del FC Barcelona i especialment del seu juvenil, La Masia. Aquesta va ser la primera vegada en la història del club que tot un onze inicial constava de productes propis, fet que va suposar un gran pas endavant per a la filosofia i les activitats juvenils del club.
Els periodistes esportius van elogiar especialment l'actuació de Lionel Messi al camp, on va demostrar la seva classe i habilitat creant diverses ocasions de gol i marcant ell mateix un gol. El migcampista Cesc Fàbregas també va ser elogiat pel seu gol i la seva contribució al partit.
Diversos experts en futbol també van comentar com és d'important que els clubs tinguin una forta operació juvenil, destacant que l'èxit de Barcelona no només es deu a les actuacions individuals, sinó a la filosofia a llarg termini del club.
Tant l'entrenador Tito Vilanova com els jugadors s'han mostrat humiliats per la victòria i han destacat la importància de seguir treballant i millorant l'equip. Aquesta va ser una victòria important per al FC Barcelona i una prova que el seu funcionament juvenil era un dels millors del món.
Després del partit, els aficionats van mostrar el seu suport i estima pel club a través de les xarxes socials i altres plataformes. Aquest va ser un dia important en la història del Barcelona i una mostra de la seva força com a club i com a equip.

### Conseqüències
El partit Elvan de la Masia va ser un dels partits més significatius de la història del FC Barcelona. El club no només va presentar un onze titular format per jugadors desenvolupats al planter del club, sinó que va demostrar que aquests jugadors eren plenament capaços de jugar al màxim nivell del futbol professional.
El partit va marcar l'inici d'una època en què els jugadors produïts a La Masia es van convertir en el nucli del domini barceloní del futbol espanyol i europeu. En els anys següents, jugadors com Sergi Roberto, Marc Bartra o Rafinha Alcántara es van convertir en membres importants del primer equip.
En integrar amb èxit el juvenil amb el primer equip, el FC Barcelona ha creat un model de desenvolupament de clubs que ha inspirat altres clubs de futbol d'arreu del món. Els 11 de La Masia sempre serà un recordatori de l'orgull de Barcelona per la seva tradició acadèmica i la capacitat del club per produir alguns dels millors futbolistes del món.

### 10 anys d'aniversari
L'any 2022, el FC Barcelona va celebrar un acte d'homenatge per celebrar el 10è aniversari de Els 11 de La Masia. Durant l'acte es van mostrar els moments més destacats del partit i es van entrevistar antics jugadors i entrenadors sobre els seus records de l'esdeveniment històric. També es va convidar als jugadors que van participar en el partit per celebrar l'aniversari i conèixer l'afició.
A més de retre homenatge al partit i als jugadors que hi van participar, el club també va aprofitar l'ocasió per destacar la importància del seu planter i el seu compromís amb la formació de joves talents. L'acte també va mostrar com els jugadors que van debutar al club com a joves encara tenen un paper important en els equips actuals i com el seu èxit ha inspirat a altres jugadors joves a seguir els seus passos.